# Абросимов, Евгений Александрович
Евге́ний Алекса́ндрович Абро́симов (укр. Євген Олександрович Абросимов; 3 сентября 1962, Одесса, УССР, СССР) — бывший украинский футбольный арбитр. Арбитр национальной категории.

## Биография
Обслуживал матчи Первой и Второй лиги СССР. С 1992 года по 1996 год работал на матчах Второй лиги Украины. С 1996 года по 1998 год обслуживал игры Первой лиги Украины.
В 1998 года начал судить матчи чемпионата Украины. До этого он уже работал на этом уровне, но в качестве линейного судьи. Абросимов работал в матчах Кубка УЕФА в качестве четвёртого арбитра. В октябре 2002 году решением контрольно-дисциплинарного комитета Федерации футбола Украины Евгений Абросимов был дисквалифицирован на один месяц. В матче 11 тура чемпионата Украины 2002/03 «Волынь» — «Оболонь», он допустил две ошибки. В 2009 году провёл последний матч в Премьер-лиге Украины, за это время он судил в 119 играх.
С 2011 года стал выполнять функции инспектора Федерации футбола Украины. В 2011 году он также покинул пост главы Комитета арбитров Федерации футбола Одесской области, который он возглавлял с 29 сентября 2005 года. Также он работает вице-президентом Федерации футбола Одесской области.
Является предпринимателем в сельском хозяйстве.